# Heteropholis
Heteropholis là một chi thực vật có hoa trong họ Hòa thảo (Poaceae).

## Loài
Chi Heteropholis gồm các loài: